# Mohamed Ould El Abed
 (juillet 2014).
Pour les articles homonymes, voir Abed.
Mohamed Ould El Abed (né le 26 décembre 1963, à Tidjikdja, au centre de la Mauritanie), est un homme politique mauritanien, Ministre des affaires économiques et du développement de 2005 à 2007. 

## Biographie
Titulaire d'une Maîtrise en administration économique et sociale de l'Université de Nice (France, 1988) et d'un Diplôme d'études supérieures spécialisées en gestion des ressources humaines de l'IAE d'Aix-en-Provence (France, 1989), il est un ancien élève étranger de l'ENA française, dont il a obtenu un Diplôme d'administration publique (Promotion Valmy, 1996-1998). 
Mohamed El Abed a été Haut Fonctionnaire, dans son pays, entre septembre 1989 et août 2005. 
D'août 2005 à avril 2007, il a été ministre des affaires économiques et du développement. Consultant indépendant, spécialiste des questions de développement, depuis 2007, il est membre fondateur et premier vice-président du parti politique mauritanien Convergence Démocratique Nationale.
Mohamed El Abed est père de deux enfants. 